# Oracolo

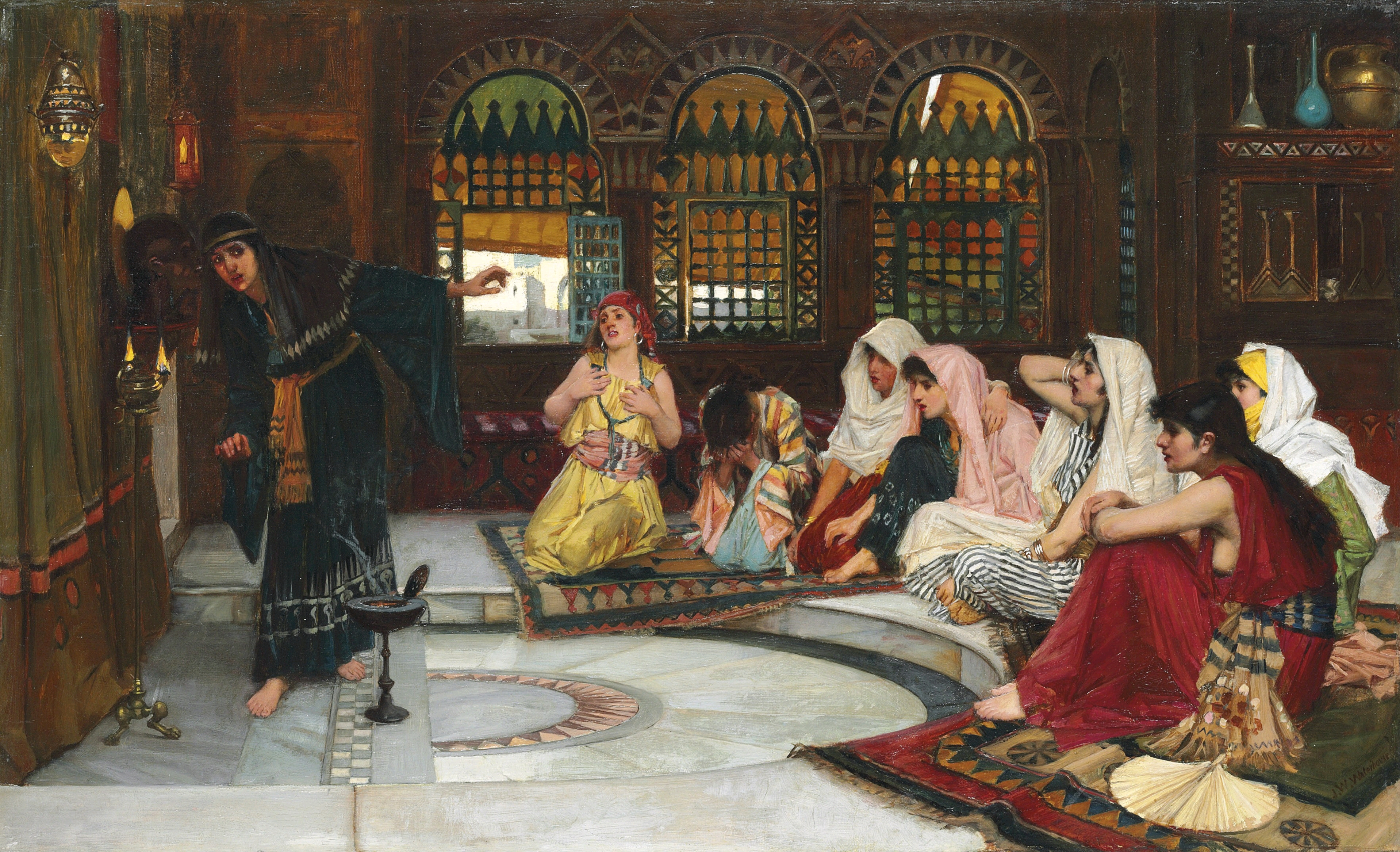
Consultando l'oracolo, dipinto di John William Waterhouse, 1884.

L'oracolo (dal latino oraculum) è un essere o un ente considerato fonte di saggi consigli o di profezie, un'autorità infallibile, solitamente di natura spirituale. Lo stesso termine può riferirsi anche a una predizione del futuro dispensata dagli dei attraverso oggetti o forme di vita ma anche grazie a delle sacerdotesse che, cadute in estasi, assumevano il dio nel proprio corpo. 

Ostrakon ieratico con un testo oracolare, da Deir el-Medina, 1292–1076 a.C., XIX-XX dinastia. Museo Egizio, Torino.

Il volere degli dei veniva comunicato agli uomini in vario modo: con segni sulle viscere delle vittime sacrificali (aruspicina), con i movimenti della statua del dio durante la processione o degli oggetti gettati in una fonte, attraverso lo stormire delle fronde di un albero sacro, oppure attraverso la bocca di un essere umano, come nel caso dell'oracolo di Delfi, in Grecia.
Nell'antichità molti luoghi guadagnarono la reputazione di dispensare oracoli: divennero noti anch'essi come "oracoli", così come le profezie stesse.

## Oracoli nel mondo ellenico

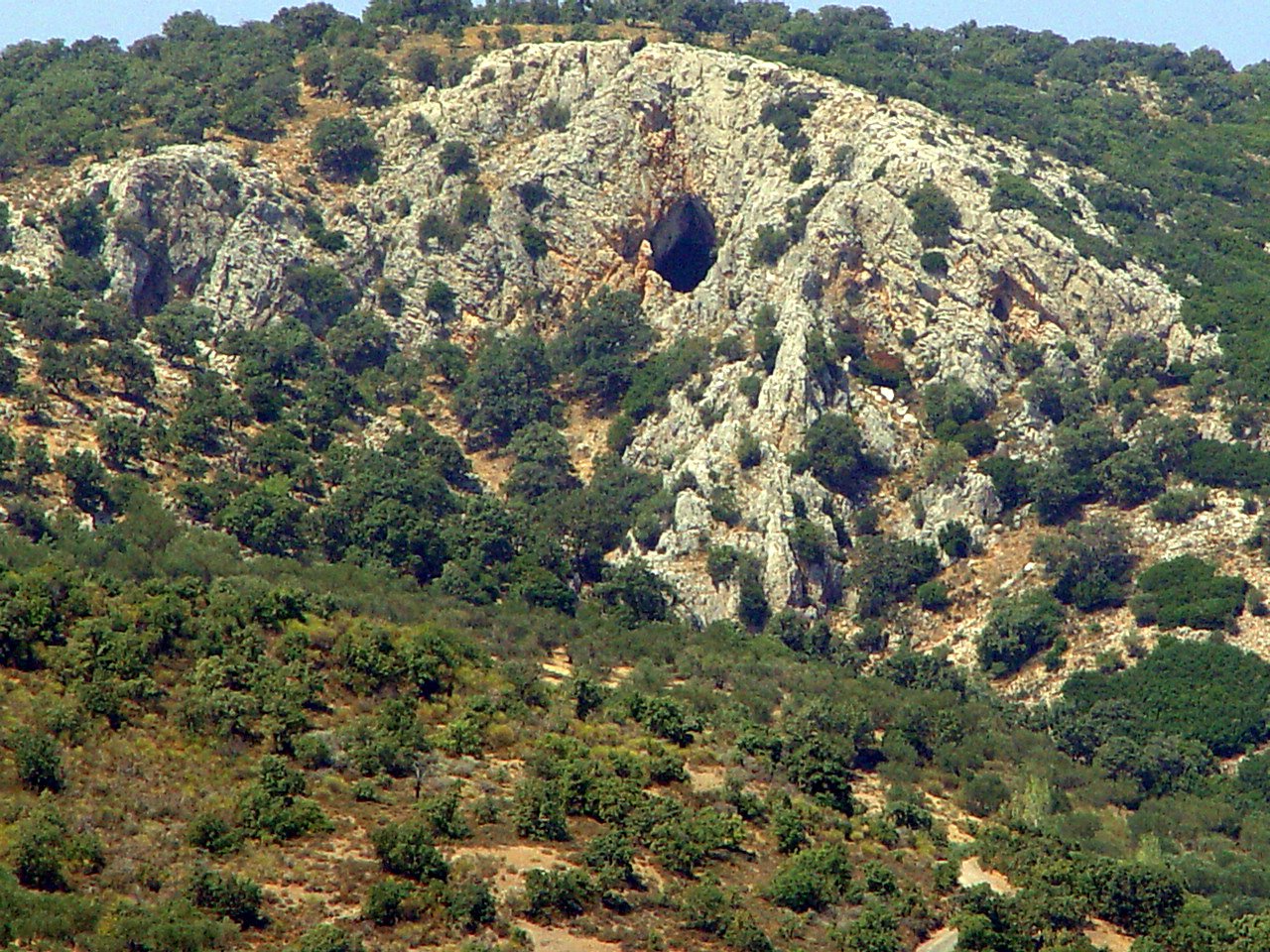
La grotta dell'Oracolo di Orfeo ad Antissa, sull'isola di Lesbo.

I grandi templi oracolari dell'antichità erano soprattutto greci. Nella civiltà ellenica l'oracolo più noto era la Sibilla Delfica, o più esattamente la Pizia del tempio del dio Apollo a Delfi, da cui deriva l'oracolo. Oltre a questo si ricordano quelli di Zeus a Dodona e Olimpia.
Un aspetto caratteristico, non solo della religione greca ma anche della società ellenica, fu la grandissima diffusione degli oracoli, dei quali Delfi fu il più ricco e il più prestigioso. Santuari di consultazione oracolare sorgevano in ogni angolo del mondo greco, alcuni di importanza locale, altri noti e visitati da folle di pellegrini. Il fenomeno inoltre fu durevole nel tempo: se talvolta un oracolo cadeva in rovina, altri nascevano, anche in epoca tarda. La risposta dell'oracolo era di solito espressa in termini allusivi, poco comprensibili nell'immediato: la traduzione infatti seguiva diversi metodi di divinazione.
L'oracolo di Dodona, in Epiro, era posto sotto la tutela del padre della famiglia divina, Zeus, e collocato in un luogo misterioso e arcano. A gestire questo oracolo erano dei sacerdoti chiamati Selli (Σελλοί), sottoposti a severe regole di comportamento (non potevano lavarsi i piedi e dovevano dormire sulla terra senza alcuna forma di protezione contro gli insetti, come un telo o una stuoia). Più tardi, le mansioni divinatorie passarono a un collegio di profetesse.

## Oracoli in Tibet
Gli oracoli tibetani sono molto consultati dai monaci buddhisti e dal governo in esilio, un tempo presieduto dal Dalai Lama, per richiedere il parere delle divinità tutelari.
Tramite il medium che presta il suo corpo in uno stato di sacra trance, la divinità in questione si manifesta per esprimere un giudizio sull'identificazione della reincarnazione di un influente lama defunto o sui rapporti con l'estero.

## Oracoli in Arabia
L'oracolo arabo nasce nella Bassa Mesopotamia negli anni 2600-2700, diffondendosi poi in tutto il bacino del Mediterraneo e trasformandosi progressivamente sino a scomparire, nel corso dei successivi secoli, in modo quasi definitivo. Solo sul territorio italiano, e in particolare in Sicilia, all'interno della quale l'occupazione araba è sopravvissuta sino all'XI secolo, si sono conservate alcune tracce e scritti di astrologia che fanno riferimento al sapere ancestrale e alla cultura millenaria dell'oracolo arabo. Secondo l'astrologia araba l'uomo è collocato in posizione intermedia tra i concetti di destino e di libero arbitrio. Ogni segno zodiacale è associato a un determinismo di partenza e uno di arrivo, ma ogni uomo può, nel corso della propria vita e sulla base delle proprie scelte, determinare il proprio percorso.